# San Giovanni del Dosso
San Giovanni del Dosso és un municipi situat al territori de la província de Màntua, a la regió de la Llombardia, (Itàlia).
San Giovanni del Dosso limita amb els municipis de Concordia sulla Secchia, Mirandola, Poggio Rusco, Quistello, San Giacomo delle Segnate, Schivenoglia i Villa Poma.

## Galeria

Localització de San Giovanni del Dosso a la província de Màntua